# Авиационное шоу
Авиацио́нное шо́у (авиашо́у) — показ возможностей управления самолётами на специально организованном шоу. Именуется также, как показ авиационной техники.

## История
После Первой мировой войны опытные лётчики-истребители стремились продемонстрировать свои новые навыки. Многие американские пилоты стали выступать в летающих цирках, гастролируя по небольшим городам по всей стране и демонстрируя свои лётные навыки и организовывая перевозки пассажиров. В конечном счёте эти лётчики стали объединяться и проводить более организованные авиашоу. Авиационные шоу перемещались по всей стране, показывая воздушные гонки и акробатические трюки. Воздушные гонки подстегнули повышение характеристик двигателей и развитие корпуса — например, Кубок Шнейдера привёл к созданию более быстрых и более обтекаемых проектов монопланов, наилучшим из которых стал Supermarine S.6B, прямой предшественник Spitfire. Денежные призы увеличивали конкуренцию среди пилотов и конструкторов и значительно ускоряли прогресс. Амелия Эрхарт была, возможно, наиболее популярной из участников многочисленных авиашоу. Она была также первой женщиной, которая ставила рекорды вроде перелёта через Атлантику и Ла-Манш.

## Известные авиашоу
- Международный авиационно-космический салон
- Royal International Air Tattoo
- Фарнборо